# Förled
Förled (-et eller -en) är den första delen av ett sammansatt ord. 
I en sammansättning som bostadsrätt är bostad- förled och -rätt efterled. Samma sak gäller sammansatta ortnamn. I till exempel Karlstad är Karl- förled och 
-stad efterled. Oavsett hur många ordled som ingår i en sammansättning kan man i regel dela upp det sammansatta ordet i för- och efterled. I en längre sammansättning som lägenhetsinnehavare är förledet lägenhet- självt en sammansättning, som i sin tur har förledet lägen-. Många ord får en ny form när det används som förled i en sammansättning, till exempel vara som ändrar form till varu- när det används i sammansättningar som varuhus, eller skilja som blir skilje- i ord som skiljetecken. Ett mycket vanligt böjningsproblem är frågan om det ska vara ett foge-s mellan för- och efterled.